# گوردون دیل
گوردون دیل (انگلیسی: Gordon Dale; ۲۸ مهٔ ۱۹۲۸ – ۱۴ مارس ۱۹۹۶) بازیکن فوتبال بود.
از باشگاه‌هایی که در آن بازی کرده‌است می‌توان به باشگاه فوتبال وورکساپ تاون اشاره کرد.